# Troldborg Ring
55°40′42.17″N 9°20′31.45″Ø / 55.6783806°N 9.3420694°Ø
Troldborg Ring er en cirkulær tilflugtsborg som er placeret på et bakkefremspring, hævet 70 meter over Vejle Ådal, og med et meget brat fald ned mod det vadested over ådalen, hvor Ravningbroen senere blev bygget. Borgen var omgivet af en vold, der måler 60 meter i diameter.
Borgen er opført i jernalderen, år 100-200 e.Kr., og har været benyttet indtil år 400.

## Andre teorier
Der findes dog teorier om, at borgen igen kommer i brug senere, og at den spiller en vigtig rolle i forbindelse med Ravningbroen, som blev bygget i år 979-980. Teorien går ud på, at man har brugt borgen til at kunne signalere mellem Ravningbroen og kongebyen Jelling ved hjælp af bål.
Der er fundet flere lag af brændt materiale på stedet, og der er kun 10 km., og ingen terrænmæssige forhindringer i fugleflugtslinjen, imellem de to lokaliteter.

### Eksterne Henvisninger
1001 Fortællinger om Danmark – Troldborg Ring Arkiveret 4. september 2010 hos  Wayback Machine